# Dieter Gring
Dieter Gring (* 1970 in Giengen an der Brenz) ist ein deutscher Schauspieler, Synchronsprecher und Hörspielsprecher, Autor und Regisseur.

## Leben
Schon als Jugendlicher stand Dieter Gring auf der Bühne. 
Nach seiner schulischen Laufbahn besuchte er von 1988 bis 1992 die Stage & Musical School in Frankfurt am Main. Seit 1989 wirkt er an verschiedenen deutschen Bühnen, für Filme und Serien steht er vor der Kamera und arbeitet als Sprecher für diverse Formate. 
Gring ist auch als Autor für Theatertexte tätig. Seine Stücke sind im Verlag Hartmann und Stauffacher erschienen.
2007 bis 2013 war Gring Intendant der Brüder Grimm Festspiele in Hanau. 2018 wurde er mit dem Darstellerpreis für seine Leistungen als Boandlkramer (Der Tod) in Der Brandner Kaspar und das ewig’ Leben ausgezeichnet.
Gring wirkt regelmäßig in Film- und Fernsehproduktionen mit. Als Sprecher ist er zudem in den Bereichen Synchron, Werbung, Hörspiel und Dokumentation tätig. Er ist auch in zahlreichen Videospielen zu hören, unter anderem in wiederkehrenden Sprechrollen als Milten in der Gothic-Reihe, als Matt Horner in der Trilogie StarCraft II sowie als Schmuggler in Star Wars: The Old Republic und seinen Erweiterungen.
Gring lebt in Frankfurt am Main.

## Theater
| Jahr |  | Theater - Stück                                                            |  | Rolle                       |  | Regie                           |
| ---- |  | -------------------------------------------------------------------------- |  | --------------------------- |  | ------------------------------- |
| 2023 |  | No net hudla! / Komödie im Marquardt Stuttgart                             |  | Dietrich "Didi" Faulhaber   |  | Axel Preuß                      |
| 2023 |  | Tartuffe / Brüder Grimm Festspiele Hans im Glück / Brüder Grimm Festspiele |  | Tartuffe Bertram von Glucke |  | Frank Lorenz Engel Nina Pichler |
| 2023 |  | Zweifel / A.gon Theater Tournee                                            |  | Vater Flynn                 |  | Peter Kühn                      |
| 2022 |  | Ich, Hölderlin                                                             |  | Hölderlin                   |  | Frank Lorenz Engel              |
| 2022 |  | Sommernachtstraum / Brüder Grimm Festspiele                                |  | Zettel                      |  | Jan Radermacher                 |
| 2022 |  | Aladin und die Wunderlampe / Brüder Grimm Festspiele                       |  | Shir Fassad                 |  | Frank Lorenz Engel              |
| 2022 |  | Zweifel / a.gon-Theater                                                    |  | Vater Flynn                 |  | Patrick Shanley                 |
| 2022 |  | Sommernachtstraum / Brüder Grimm Festspiele                                |  | Zettel                      |  | Frank-Lorenz Engel              |
| 2022 |  | Aladin und die Wunderlampe / Brüder Grimm Festspiele                       |  | Sihr Fassad                 |  | Frank-Lorenz Engel              |
| 2021 |  | Brüder Grimm Festspiele / Ich, Hölderlin                                   |  | Hölderlin                   |  | Frank-Lorenz Engel              |
| 2021 |  | Fritz Rémond Theater / Ein mörderischer Unfall                             |  | Paul                        |  | Frank-Lorenz Engel              |
| 2021 |  | Fritz Rémond Theater / Gott                                                |  | Dr. Brandt                  |  | Heinz Kreidl                    |
| 2021 |  | Brüder Grimm Festspiele Hanau/Der Rattenfänger von Hameln                  |  | Rattenfänger                |  | François Camus                  |
| 2021 |  | Brüder Grimm Festspiele Hanau/Der zerbrochene Krug                         |  | Licht                       |  | Franz Lorenz Engel              |
| 2019 |  | Fritz Remond Theater / Zweifel                                             |  | Vater Flynn                 |  | Peter Kühn                      |
| 2018 |  | Brüder Grimm Festspiele Hanau / Der Brandner Kaspar und das ewig' Leben    |  | Boanlkramer                 |  | Frank-Lorenz Engel              |
| 2018 |  | Brüder Grimm Festspiele Hanau / Der Froschkönig                            |  | Heinrich                    |  | Adisat Semenitsch               |
| 2011 |  | Fritz Rémond Theater Frankfurt / Rainman                                   |  | Raymond (HR)                |  | Frank Lorenz Engel              |
| 2006 |  | Musikfestspiele Note'n Boulles, Frankreich                                 |  | Mozart (NR)                 |  | J.-M. Fournereau                |
| 2005 |  | Fritz Rémond Theater Frankfurt / Elling                                    |  | Elling (HR)                 |  | Frank Lorenz Engel              |
|      |  | Theatrum non Gratum, Frankfurt / Nachtwache                                |  | John (HR)                   |  | Helmut Barz                     |
|      |  | Fritz Rémond Theater Frankfurt / Butterbrot                                |  | Martin Sterneck (HR)        |  | Gabriel Barylli                 |
| 2004 |  | Fritz Rémond Theater Frankfurt / Draußen vor der Tür                       |  | Beckmann (HR)               |  | Michael Wedekind                |
| 2003 |  | Fritz Rémond Theater Frankfurt / Ghetto                                    |  | Hans Kittel (HR)            |  | Manfred Langner                 |
| 2001 |  | Mobiles Theater Frachtraum, Würzburg / Quartett                            |  | Valmont (HR)                |  | Hannes Hirth                    |
| 2000 |  | Kreuzgangspiele Feuchtwangen / Der Kaufmann von Venedig                    |  | Bassanio (HR)               |  | Lis Verhoeven                   |
|      |  | Fritz Rémond Theater Frankfurt / Was zählt ist die Familie                 |  | Nick (HR)                   |  | Eckhart Dux                     |
| 1998 |  | Schlossfestspiele Dilsberg / Spectaculum                                   |  | Romeo HR                    |  | J.-M. Fournereau                |
|      |  | Kreuzgangspiele Feuchtwangen / Der tolle Tag oder Figaros Hochzeit         |  | Cherubin (NR)               |  | Michael Wedekind                |
|      |  | Fritz Rémond Theater Frankfurt / Der Fall Furtwängler                      |  | Ltd. David Wills (NR)       |  | Claus Helmer                    |
| 1997 |  | Schlossfestspiele Dilsberg / Ein Sommernachtstraum                         |  | Puk (HR)                    |  | J.-M. Fournereau                |
|      |  | Fritz Rémond Theater Frankfurt / Besuch bei Mr. Green                      |  | Ross Gardiner (HR)          |  | Peter Kühn                      |
|      |  | Fritz Rémond Theater Frankfurt / Amadeus                                   |  | Venticelli (NR)             |  | Peter Kühn                      |
|      |  | Fritz Rémond Theater Frankfurt / Pariser Hasenjagd                         |  | Philippe (NR)               |  | Stefan Zimmermann               |
| 1994 |  | Die Komödie Frankfurt / Mein Vater, der Junggeselle                        |  | Thomas Hoffmann (HR)        |  | Dieter Bachmann                 |
|      |  | Fritz Rémond Theater Frankfurt / Andorra                                   |  | Andri (HR)                  |  | Claus Helmer                    |
| 1992 |  | Theater der Stadt Zwickau / Peterchens Mondfahrt                           |  | Peterchen HR                |  | Wolfgang Amberger               |
|      |  | Die Komödie Frankfurt / Othello darf nicht platzen                         |  | Page (NR)                   |  | Claus Helmer                    |
|      |  | Fritz Rémond Theater Frankfurt / Die Heirat                                |  | Anutschkin (NR)             |  | Natascha Retschy                |
| 1990 |  | Die Komödie Frankfurt / Eine Frau beginnt mit 40...?                       |  | L. Harper (NR)              |  | Horst Heinze                    |

## Filmografie (Auswahl)
- 1994: Verbotene Liebe als Arno
- 1995: Westerdeich als Bernd
- 1995: Die Kommissarin als Günther
- 1996: Schwarz greift ein als Klaus Schäfer
- 1998: Die Fallers als Assistenzarzt
- 1998: Balko als Wagner
- 1999: Callboys als Zivilbeamter
- 1999: Unter uns als Jens von Ackeren
- 2000–2007: Ein Fall für zwei in diversen Rollen
- 2003: Tatort: Das Böse als Martin
- 2003: Anwälte der Toten als Manfred
- 2005: Tatort: Leerstand als Polizist
- 2007: Tatort: Unter uns als Jörg Marschner
- 2008–2021: Der Staatsanwalt in diversen Rollen
- 2009: Durch diese Nacht als Riedmüller
- 2012: Iron Sky
- 2014: Ein todsicherer Plan als Simon Rost
- 2015: Der Taunuskrimi (Episode: Böser Wolf)
- 2016: Alles was zählt als Vivtor Riemke
- 2017: Lindenstraße als Arzt
- 2017: Heldt (Folge: Ewig mein) als Arndt Recker
- 2018: Atlas
- 2018: Chaos-Queens: Lügen, die von Herzen kommen als Notarzt
- 2018: Gute Zeiten, schlechte Zeiten als Jens Köhler
- 2021: Der Staatsanwalt als Jessen
- 2022: Deadlines ZDFNeoriginals SO2 E01

## Synchronrollen

### Filme (Auswahl)
Die Deutsche Synchronkartei enthält (Stand März 2022) 85 Datensätze, in denen er als Mitwirkender aufgeführt wird.
- 2005: Sam Worthington als Able in Fink!
- 2007: Neal McDonough als Ford in Machine
- 2008: Gustaf Skarsgard als Adam in Millenium Brüder (Iskariot)
- 2009: Josh Dallas als Ben in Der Boxer
- 2010: Mads Mikkelsen als Sniff in Die Mumins - Auf Kometenjagd
- 2011: Tom Hiddleston als Freddie Page in The Deep Blue Sea
- 2013: Joshua Malina als Travis in Knights of Badassdom
- 2019: Lyric Bent als Jim Williams in Astronaut
- 2020: Ian Tracey als Richard in Endless - Nachricht von Chris

### Hörbücher (Auswahl)
- Der Freitag nach dem Freitag nach dem Sonntag - Roman von Claire Sambrook
- Ed King - Roman von David Guterson
- Die stille Revolution - von Bodo Janssen
- Stark in stürmischen Zeiten - von Bodo Janssen und Anselm Grün
- Zuversicht - von Ulrich Schnabel

### Hörspiele (Auswahl)
- Cap und Capper - Originalhörspiel zum Film
- 101 Dalmatiner - Originalhörspiel zum Film
- Pinocchio - Originalhörspiel zum Real-Kinofilm
- Lilo und Stitch
- Dinoland
- Sternenschweif
- Pinocchio - Originalhörspiel zum Film
- Mandalorian - Originalhörspiel zur Serie

### Videospiele
- 2000: Wettlauf ins All als Adrian
- 2001: Gothic als Milten, Graham, Omid, Glen, Homer, Rufus, Buster, Baal Cadar, Baal Namib, Talas, Ghorim, Shrat
- 2001: Desperados: Wanted Dead or Alive
- 2002: Gothic II als Milten, Rupert, Valentino, Ulf, Niclas, Gaan, Till, Hodges, Dar, Pepe, Wambo, Albrecht, Babo, Sengrath, Parlaf, Draal
- 2003: Gothic II: Die Nacht des Raben als Rhademes, Bill, Paul, Tonak, Pardos
- 2004: Sacred als Kampfmagier
- 2004: Knights of Honor
- 2005: Stronghold 2 als Matthew Steele
- 2006: ParaWorld
- 2006: Darkstar One
- 2006: Anno 1701 als Liang Wu
- 2006: Gothic 3 als Milten
- 2006: Desperados 2: Cooper’s Revenge
- 2007: Anno 1701: Der Fluch des Drachen als Stadtrat und Liang Wu
- 2007: Die Siedler – Aufstieg eines Königreichs
- 2007: Shaun White Snowboarding
- 2008: Gothic 3: Götterdämmerung als Milten
- 2010: Fable III als König Logan
- 2010: Arcania als Milten
- 2010: StarCraft 2: Wings of Liberty als Matt Horner
- 2011: Star Wars: The Old Republic als Schmuggler
- 2011: Arcania – Fall of Setarrif als Milten
- 2011: Anno 2070
- 2011: Stronghold 3 als der Junge
- 2011: Uncharted 3: Drake’s Deception als Talbot
- 2012: The Secret World
- 2012: Diablo III
- 2013: StarCraft II: Heart of the Swarm als Matt Horner
- 2015: Tom Clancy’s Rainbow Six Siege
- 2015: The Order: 1886 als Alistair D'Argyll
- 2015: Everybody’s Gone to the Rapture als Stephen Appleton
- 2016: Watch Dogs 2
- 2017: Horizon Zero Dawn als Nil
- 2017: SpellForce 3
- 2017: Final Fantasy XV: Episode Ignis
- 2019: Resident Evil 2
- 2019: Death Stranding als Higgs Monaghan
- 2020: Warcraft III: Reforged
- 2020: Destroy All Humans!